# Liste der Bodendenkmäler in Syrgenstein
Auf dieser Seite sind die Bodendenkmäler in der schwäbischen Gemeinde Syrgenstein zusammengestellt. Diese Tabelle ist eine Teilliste der Liste der Bodendenkmäler in Bayern. Grundlage ist die Bayerische Denkmalliste, die auf Basis des Bayerischen Denkmalschutzgesetzes vom 1. Oktober 1973 erstmals erstellt wurde und seither durch das Bayerische Landesamt für Denkmalpflege geführt wird. Die folgenden Angaben ersetzen nicht die rechtsverbindliche Auskunft der Denkmalschutzbehörde.

## Bodendenkmäler der Gemeinde Syrgenstein

### Bodendenkmäler in der Gemarkung Landshausen
| Lage                   | Objekt | Akten-Nr.     | Bild |
| ---------------------- | --- | ------------- | ---- |
| Landshausen (Standort) | Siedlung der Linearbandkeramik, der Urnenfelderzeit und der römischen Kaiserzeit, Brandgräber der Urnenfelderzeit und Körpergräber des frühen Mittelalters. | D-7-7327-0069 |      |
| Landshausen (Standort) | Mittelalterliche und frühneuzeitliche Befunde im Bereich des abgebrochenen Vorgängerbaus der Katholischen Filialkirche St. Nikolaus in Landshausen.         | D-7-7327-0070 |      |

### Bodendenkmäler in der Gemarkung Staufen
| Lage               | Objekt | Akten-Nr.     | Bild |
| ------------------ | --- | ------------- | ---- |
| Staufen (Standort) | Körpergräber des frühen Mittelalters. | D-7-7327-0004 |      |
| Staufen (Standort) | Körpergräber des frühen Mittelalters. | D-7-7327-0007 |      |
| Staufen (Standort) | Freilandstation des Mesolithikums. | D-7-7327-0012 |      |
| Staufen (Standort) | Körpergräber des frühen Mittelalters. | D-7-7327-0026 |      |
| Staufen (Standort) | Burgstall und Burgruine des Mittelalters. | D-7-7327-0031 |      |
| Staufen (Standort) | Schürfgruben vor- und frühgeschichtlicher oder mittelalterlicher Zeitstellung. | D-7-7327-0032 |      |
| Staufen (Standort) | Siedlung vor- und frühgeschichtlicher Zeitstellung. | D-7-7327-0050 |      |
| Staufen (Standort) | Siedlung vor- und frühgeschichtlicher Zeitstellung. | D-7-7327-0052 |      |
| Staufen (Standort) | Körpergräber des Frühmittelalters. | D-7-7327-0076 |      |
| Staufen (Standort) | Mittelalterliche und frühneuzeitliche Befunde im Bereich der Katholischen Pfarrkirche St. Martin in Staufen, darunter Vorgängerbauten der bestehenden Kirche und Gräber des frühen Mittelalters. | D-7-7327-0078 |      |
| Staufen (Standort) | Station des Mesolithikums, Siedlung des Neolithikums. | D-7-7327-0093 |      |

### Bodendenkmäler in der Gemarkung Syrgenstein
| Lage                   | Objekt | Akten-Nr.     | Bild |
| ---------------------- | --- | ------------- | ---- |
| Syrgenstein (Standort) | Grabhügel der Bronzezeit und Hallstattzeit.                                                                | D-7-7327-0033 |      |
| Syrgenstein (Standort) | Grabhügel der Hallstattzeit.                                                                               | D-7-7327-0034 |      |
| Syrgenstein (Standort) | Siedlung vorgeschichtlicher Zeitstellung.                                                                  | D-7-7327-0039 |      |
| Syrgenstein (Standort) | Mittelalterliche und frühneuzeitliche Befunde im Bereich von Schloss Altenberg und seiner Vorgängerbauten. | D-7-7327-0081 |      |